# Beatriz Mora
Beatriz Elena Mora (Itagüí, Colombia, 4 de septiembre de 1976) es una cantante soprano lírica de ópera. Es reconocida por su técnica vocal y sus majestuosas interpretaciones. Es una de las cantantes soprano más importantes de su país. 

## Historia
Empezó a cantar a la edad de 16 años. Es licenciada en Canto de la Facultad de Artes de la Universidad de Antioquia, bajo la asesoría del maestro Detlef Scholtz. Viajó a países como Estados Unidos, Italia y España para continuar sus estudios.  En el año 1998 participó con la Fundación Arte Lírico en temporadas de Zarzuela. En el año  2002 fue finalista del Festival Opera al Parque de la ciudad de Bogotá. Ganadora del festival Jóvenes Intérpretes de la Orquesta Sinfónica Nacional de Colombia, como solista en el Réquiem de Mozart. 
Realizó conciertos con la Orquesta Filarmónica de Bogotá. Ha interpretado con la Orquesta Sinfónica Juvenil de Colombia La Novena Sinfonía de Beethoven, la Cuarta Sinfonía de Malher y las Bachianas de Heitor Villa-Lobos. Invitada por la Fundación Opera Estudio y la Orquesta Sinfónica Nacional de Colombia interpretó Micaela de la Ópera Carmen. 